# Ådbådan
Ådbådan är öar i Finland. De ligger i Bottenhavet och i kommunen Närpes i den ekonomiska regionen  Sydösterbotten i landskapet Österbotten, i den västra delen av landet. Öarna ligger omkring 60 kilometer sydväst om Vasa och omkring 340 kilometer nordväst om Helsingfors.
Arean för den av öarna koordinaterna pekar på är 58,4 hektar och dess största längd är 1,5 kilometer i nord-sydlig riktning.